# Pegadomyia ceylonica
Pegadomyia ceylonica är en tvåvingeart som beskrevs av Rozkosny och Kovac 2008. Pegadomyia ceylonica ingår i släktet Pegadomyia och familjen vapenflugor.
Artens utbredningsområde är Sri Lanka. Inga underarter finns listade i Catalogue of Life.